# Патрикеев, Михаил Витальевич
Михаил Витальевич Патрикеев (род. 14 ноября 1995, Москва) — российский хоккеист, защитник.

## Биография
Занимался в московских хоккейный школах «Северная звезда» (до 2009) и «Спартак» (2010—2012). В сезоне-2012/13 играл в команде GMHL «Старджон-Фоллс Ламберджекс». Вернувшись в Россию, выступал за клубы МХЛ «Кузнецкие медведи» (2013, 2014/15 — 2015/16), «Кристалл» Бердск (2013), «Русские витязи» (2014). Играл за ЦСК ВВС в ВХЛ-Б и ВХЛ (2016/17 — 2017/18), за «Чэнтоу» в ВХЛ (2017). Летом 2018 года перешёл в «Адмирал», за который провёл 19 матчей в КХЛ. Сыграл пять матчей за «Сахалин» в плей-офф-2019 Азиатской хоккейной лиги и стал её победителем.
Выступал в ВХЛ за «Нефтяник» Альметьевск (2019/20) и «Дизель» (2020/21), летом 2020 года подписал и расторг контракт с усть-каменогорским «Торпедо». В августе 2021 года вновь перешёл в «Адмирал». Провёл 17 матчей и через год расторг соглашение по обоюдному согласию. Затем — игрок команд ВХЛ «Лада» (2022/23), «Норильск» (2023/24), «Омские крылья» (2024/25), «Неман» (с 2025/26).